# Serie A Interregionale 1973 (calcio femminile)
L'edizione 1973 è stata la quarta edizione del campionato F.F.I.U.G.C. della Serie A Interregionale femminile italiana di calcio.

Corrisponde al campionato 1972-73 del calcio maschile.

## Stagione
Il campionato è iniziato il 29 aprile 1973 ed è terminato il ?? dicembre 1973.
Vi hanno partecipato 45 squadre divise in cinque gironi.

Le prime due classificate di ognuno dei cinque gironi sono ammesse alle eliminatorie per il titolo e la promozione in Serie A (promosse solo le 2 finaliste).

Non sono previste retrocessioni in Serie B (regionale) perché il Comitato Nazionale Gare ha mantenuto aperto il ruolo del campionato anche alle squadre di Serie B (massimo livello regionale).

## Girone A

### Squadre partecipanti
| Club                         | Città                | Stadio o Campo |
| ---------------------------- | -------------------- | -------------- |
| A.E.T.T. A.C.F.              | Torino               |                |
| F.C.F. Alta Italia           | Cuneo                |                |
| F.C.F. Aosta                 | Aosta                |                |
| S.S. Ardita Leumann          | Collegno (TO)        |                |
| F.C.F. Aymavilles            | Aymavilles (AO)      |                |
| L.C. Confezioni Sport Biella | Biella (VC)          |                |
| F.F. Genova Club Lagaccio    | Genova               |                |
| F.C.F. Intemelio             | Vallecrosia (IM)     |                |
| U.S. Sampierdarenese         | Genova Sampierdarena |                |

### Classifica finale
|  | Pos. | Squadra              | Pt | G  | V  | N | P  | GF | GS | DR  |
|  | ---- | -------------------- | -- | -- | -- | - | -- | -- | -- | --- |
|  | 1.   | Conf.Sport Biella    | 27 | 16 | 12 | 3 | 1  | 32 | 17 | +15 |
|  | 2.   | Sampierdarenese      | 26 | 16 | 12 | 2 | 2  | 52 | 13 | +39 |
|  | 3.   | Alta Italia          | 22 | 16 | 9  | 4 | 3  | 44 | 14 | +30 |
|  | 4.   | Aosta                | 21 | 16 | 10 | 1 | 5  | 30 | 12 | +18 |
|  | 5.   | Genova Club Lagaccio | 17 | 16 | 8  | 1 | 7  | 32 | 25 | +7  |
|  | 6.   | Ardita Leumann       | 15 | 16 | 6  | 3 | 7  | 19 | 26 | -7  |
|  | 7.   | Intemelio            | 11 | 16 | 4  | 3 | 9  | 20 | 35 | -15 |
|  | 8.   | Aymavilles           | 4  | 16 | 2  | 0 | 14 | 5  | 82 | -77 |
|  | 9.   | A.E.T.T.             | 0  | 16 | 0  | 0 | 16 | 4  | 44 | -40 |

Legenda:
      Ammesso alle finali promozione.
      Retrocesso in Serie B (regionale).
Note:
Due punti a vittoria, uno a pareggio, zero a sconfitta.
In caso di arrivo di due o più squadre a pari punti, la graduatoria verrà stilata utilizzando il quoziente reti.

## Girone B

### Squadre partecipanti
- A.C.F. Borgomanero Mobili Albertinazzi (squadra B), Borgomanero
- A.C.F. Gorgonzola, Gorgonzola
- F.C.F. G.S.M. Mobilcasa, Gazzada Schianno Morazzone
- C.F. Interclub Giocattoli Grazioli, Canneto sull'Oglio
- A.C.F. Internazionale, Segrate
- A.C.F. Pavia, Pavia
- G.S. Sagitta, Vigevano
- G.S. Zambetti, Seriate
- Juventus, Bognanco

## Girone C

### Squadre partecipanti
- C.S. Castrezzato, Castrezzato
- C.F. Cibus Cazzago San Martino, Rodengo-Saiano
- A.C.F. Edisal Floor Moquettes, Verona
- A.C.F. Igor Orzinuovi, Orzinuovi
- S.C.F. Le Gazzelle, Padova
- A.C.F. Parma, Parma
- A.C.F. Poltronificio Dall'Oca, Ferrara
- A.C.F. Valdobbiadene, Valdobbiadene

## Girone D

### Squadre partecipanti
- S.S. Ardita, Mosciano Sant'Angelo
- G.S. Ascoli 70, Ascoli Piceno
- G.S. Casabella, Perignano
- A.C.F. Clitunno Corredi Caprai Foligno, Campello sul Clitunno
- A.S.F. La Secura Assicurazioni, Roma
- A.C.F. Laurel's, Macerata
- A.C.F. Lazio, Roma
- A.C.F. Perugia, Perugia San Sisto
- C.F. Pesaro-Fano, Pesaro
- A.C.F. Pescara, Pescara

## Girone E

### Squadre partecipanti
| Club                            | Città           | Stadio o Campo |
| ------------------------------- | --------------- | -------------- |
| A.C.F. Alaska Veglie            | Veglie (LE)     |                |
| F.B.C. Apulia                   | Bari            |                |
| A.C.F. Bari                     | Bari            |                |
| A.C.F. La Colombo Assicurazioni | Roma            |                |
| A.C.F. Potenza                  | Potenza         |                |
| A.C.F. Reggina                  | Reggio Calabria |                |
| Pol. Salernitana                | Salerno         |                |
| A.C.F. Taranto                  | Taranto         |                |
| A.C.F. Trapani                  | Trapani         |                |

### Classifica finale
|  | Pos. | Squadra                  | Pt | G  | V | N | P | GF | GS | DR  |
|  | ---- | ------------------------ | -- | -- | - | - | - | -- | -- | --- |
|  | ?.   | Apulia                   | ?  | 16 |   |   |   |    |    | +/- |
|  | ?.   | Alaska Veglie            | ?  | 16 |   |   |   |    |    | +/- |
|  | ?.   | Bari                     | ?  | 16 |   |   |   |    |    | +/- |
|  | ?.   | La Colombo Assicurazioni | ?  | 16 |   |   |   |    |    | +/- |
|  | ?.   | Potenza                  | ?  | 16 |   |   |   |    |    | +/- |
|  | ?.   | Reggina                  | ?  | 16 |   |   |   |    |    | +/- |
|  | ?.   | Salernitana              | ?  | 16 |   |   |   |    |    | +/- |
|  | ?.   | Lauria-Salerno           | ?  | 16 |   |   |   |    |    | +/- |
|  | ?.   | Taranto                  | ?  | 16 |   |   |   |    |    | +/- |
|  | ?.   | Trapani                  | ?  | 16 |   |   |   |    |    | +/- |

Legenda:
      Ammesso alle finali promozione.
      Retrocesso in Serie B (regionale).
Note:
Due punti a vittoria, uno a pareggio, zero a sconfitta.
In caso di arrivo di due o più squadre a pari punti, la graduatoria verrà stilata utilizzando il quoziente reti.

### Calendario
Fonte: ?.
| andata (1ª) | andata (1ª)    | Prima giornata                   | ritorno (10ª) | ritorno (10ª) |
|             |                |                                  |               |               |
| 29 apr.     | 0-0            | Alaska Veglie-Reggina            |               |               |
| 29 apr.     | 1-1            | Lauria Salerno-Taranto           |               |               |
| 29 apr.     | 2-0            | Potenza-Salernitana              |               |               |
| 29 apr.     | 1-0            | Trapani-La Colombo Assicurazioni |               |               |
| 29 apr.     | Riposa: Apulia |                                  |               |               |

| andata (2ª) | andata (2ª)         | Seconda giornata                 | ritorno (11ª) | ritorno (11ª) |
|             |                     |                                  |               |               |
| 6 mag.      | 0-0                 | Apulia-Lauria Salerno            |               |               |
| 6 mag.      | 0-0                 | La Colombo Assicurazioni-Potenza |               |               |
| 6 mag.      | 0-0                 | Reggina-Trapani                  |               |               |
| 6 mag.      | 0-0                 | Taranto-Alaska Veglie            |               |               |
| 6 mag.      | Riposa: Salernitana |                                  |               |               |

| andata (3ª) | andata (3ª)     | Terza giornata                          | ritorno (12ª) | ritorno (12ª) |
|             |                 |                                         |               |               |
| 20 mag.     | 0-0             | Apulia-Taranto                          |               |               |
| 20 mag.     | 0-0             | La Colombo Assicurazioni-Lauria Salerno |               |               |
| 20 mag.     | 0-0             | Potenza-Reggina                         |               |               |
| 20 mag.     | 0-0             | Salernitana-Alaska Veglie               |               |               |
| 20 mag.     | Riposa: Trapani |                                         |               |               |

| andata (4ª) | andata (4ª)     | Quarta giornata                        | ritorno (13ª) | ritorno (13ª) |
|             |                 |                                        |               |               |
| 27 mag.     | 0-0             | Alaska Veglie-La Colombo Assicurazioni |               |               |
| 27 mag.     | 0-0             | Lauria Salerno-Trapani                 |               |               |
| 27 mag.     | 0-0             | Reggina-Apulia                         |               |               |
| 27 mag.     | 0-0             | Taranto-Salernitana                    |               |               |
| 27 mag.     | Riposa: Potenza |                                        |               |               |

| andata (5ª) | andata (5ª)     | Quinta giornata                  | ritorno (14ª) | ritorno (14ª) |
|             |                 |                                  |               |               |
| 3 giu.      | 0-0             | La Colombo Assicurazioni-Taranto |               |               |
| 3 giu.      | 0-0             | Potenza-Lauria Salerno           |               |               |
| 3 giu.      | 0-0             | Salernitana-Apulia               |               |               |
| 3 giu.      | 0-0             | Trapani-Alaska Veglie            |               |               |
| 3 giu.      | Riposa: Reggina |                                  |               |               |

| andata (6ª) | andata (6ª)            | Sesta giornata                  | ritorno (15ª) | ritorno (15ª) |
|             |                        |                                 |               |               |
| 10 giu.     | 0-0                    | Alaska Veglie-Potenza           |               |               |
| 10 giu.     | 0-0                    | Apulia-La Colombo Assicurazioni |               |               |
| 10 giu.     | 0-0                    | Reggina-Salernitana             |               |               |
| 10 giu.     | 0-0                    | Taranto-Trapani                 |               |               |
| 10 giu.     | Riposa: Lauria Salerno |                                 |               |               |

| andata (7ª) | andata (7ª)           | Settima giornata                     | ritorno (16ª) | ritorno (16ª) |
|             |                       |                                      |               |               |
| 17 giu.     | 0-0                   | La Colombo Assicurazioni-Salernitana |               |               |
| 17 giu.     | 0-0                   | Lauria Salerno-Reggina               |               |               |
| 17 giu.     | 0-0                   | Potenza-Taranto                      |               |               |
| 17 giu.     | 0-0                   | Trapani-Apulia                       |               |               |
| 17 giu.     | Riposa: Alaska Veglie |                                      |               |               |

| andata (8ª) | andata (8ª)     | Ottava giornata                  | ritorno (17ª) | ritorno (17ª) |
|             |                 |                                  |               |               |
| 24 giu.     | 0-0             | Alaska Veglie-Lauria Salerno     |               |               |
| 24 giu.     | 0-0             | Apulia-Potenza                   |               |               |
| 24 giu.     | 0-0             | Reggina-La Colombo Assicurazioni |               |               |
| 24 giu.     | 0-0             | Salernitana-Trapani              |               |               |
| 24 giu.     | Riposa: Taranto |                                  |               |               |

| \| andata (9ª) \| andata (9ª) \| Nona giornata \| ritorno (18ª) \| ritorno (18ª) \| \| \| \| \| \| \| \| 1 lug. \| 0-0 \| Alaska Veglie-Apulia \| \| \| \| 1 lug. \| 0-0 \| Potenza-Trapani \| \| \| \| 1 lug. \| 0-0 \| Reggina-Taranto \| \| \| \| 1 lug. \| 0-0 \| Lauria Salerno-Salernitana \| \| \| \| 1 lug. \| Riposa: La Colombo Assicurazioni \| \| \| \| |                                  |                            |               |               |
| andata (9ª) | andata (9ª)                      | Nona giornata              | ritorno (18ª) | ritorno (18ª) |
| |                                  |                            |               |               |
| 1 lug. | 0-0                              | Alaska Veglie-Apulia       |               |               |
| 1 lug. | 0-0                              | Potenza-Trapani            |               |               |
| 1 lug. | 0-0                              | Reggina-Taranto            |               |               |
| 1 lug. | 0-0                              | Lauria Salerno-Salernitana |               |               |
| 1 lug. | Riposa: La Colombo Assicurazioni |                            |               |               |